# Caripeskogssångare
Caripeskogssångare (Myiothlypis griseiceps) är en fågel i familjen skogssångare inom ordningen tättingar.

## Utseende och läten
Caripeskogssångaren är en 14 cm lång medlem av familjen i grönt och gult men med grått huvud. Ovansidan är olivgrön, undersidan lysande gul. Huvudet är grått, på hjässan fint svartstreckad, med en tydlig, vit fläck ovan tygeln och vita fläckar på örontäckarna. Lätena beskrivs som tunna "tseck" och hårda "thack" eller "chack".

## Utbredning och status
Fågeln förekommer i molnskogar i kustnära bergstrakter i nordöstra Venezuela. IUCN kategoriserar arten som starkt hotad. Vissa placerar caripeskogssångaren istället i släktet Basileuterus.